# 本郷村 (愛知県)
本郷村（ほんごうむら）は、かつて愛知県碧海郡にあった村である。
現在の岡崎市西部（暮戸町・西本郷町・北本郷町・東本郷町など）に該当する。

## 歴史
- 1878年（明治11年） - 上渡村と下渡村が合併し、渡村となる。
- 1884年（明治17年） - 東本郷村が東本郷村と北本郷村に分立する。
- 1889年（明治22年）10月1日 - 西本郷村、東本郷村、北本郷村、暮戸村、筒針村、渡村が合併し、本郷村が発足。
- 1901年（明治34年）4月4日 - 本郷村の一部（渡・筒針）が分立し、渡村が発足。
- 1906年（明治39年）5月1日 - 矢作町、中郷村、渡村、長瀬村、志貴村、志賀須香村と合併し、矢作町発足。同日本郷村は廃止。